# Over Dråby Strand
Over Dråby Strand – miasto w Danii, w regionie Stołecznym, w gminie Frederikssund.